# Víctor Mahana
Víctor Mahana Badrie (Santiago del Cile, 12 agosto 1922 – Santiago del Cile, 6 settembre 2001) è stato un cestista cileno.

## Carriera
Soprannominato "Manos Benditas" per via delle sue grandi doti di tiratore, è stato uno dei più grandi giocatori del basket cileno. Fu il primo in Cile ad utilizzare la tecnica del tiro in sospensione.
Il risultato più importante conseguito con la Nazionale è stato il terzo posto ai Mondiali argentini del 1950.
Dal 1944 al 1959 ha giocato nel Club Deportivo Sirio, con cui ha vinto 6 volte il titolo cileno: 1944, 1952, 1953, 1955, 1957, e 1959.